# Lanao Lacus
Il Lanao Lacus è una struttura geologica della superficie di Titano.